# Grup d'habitatges Poeta Marquina
El Grup d'habitatges Poeta Marquina és un bloc de pisos del municipi de Figueres (Alt Empordà) que forma part de l'Inventari del Patrimoni Arquitectònic de Catalunya.

## Descripció
L'edifici està situat entre la plaça del Sol i la carretera a Olot. Es tracta d'un bloc de pisos en planta baixa amb obra vista. Portal i quatre finestres de diferents mides i separació. Trobem tres pisos iguals amb una galeria coberta-balconada a cada costat i tres finestres al mig. A la part alta hi ha la cornisa i terrat recte. A davant i paral·lel a ell, se situa un altre bloc de pisos. Queda un espai lliure entre ambdós; units per la planta baixa.

## Història
Ocupa el terreny situat entre la carretera de Vilafant, o d'Olot; el carrer Poeta Marquina i el carrer d'Anicet Pagès, que en 1946 va entrar dins l'ordenació del sector de la plaça del Sol, cobrint la riera Galligans i tota l'avinguda del Parc Bosc fins a la Carretera d'Olot. Grup de setze habitatges de l'«Obra Sindical del Hogar».